# Mútua Sabadellenca
La Mútua Sabadellenca és una obra eclèctica de Sabadell (Vallès Occidental) inclosa a l'Inventari del Patrimoni Arquitectònic de Catalunya.

## Descripció
Clínica entre mitgeres formada per planta baixa i tres pisos. L'edifici es disposa al voltant d'un pati fent una forma de ce. La façana del carrer està estucada i és senzilla, amb arcades a la planta baixa, balcons al primer pis i finestres al segon. Les baranes dels balcons són de ferro forjat. Les façanes del pati combinen l'obra vista i l'aplacat de pedra, aquesta es troba als baixos, a les arestes i emmarquen les obertures.